# Euaxoctopus
Euaxoctopus is een geslacht van inktvissen uit de familie van Octopodidae.

## Soorten
- Euaxoctopus panamensis Voss, 1971
- Euaxoctopus pillsburyae Voss, 1975
- Euaxoctopus scalenus (Hoyle, 1904)